# Musée d'État des Beaux-Arts de Krasnoïarsk-Vassili Sourikov
Le musée d'État des Beaux-Arts de Krasnoïarsk-Vassili Sourikov (en russe : Красноярский государственный художественный музей им. В. И. Сурикова) dispose de l'une des collections les plus importantes d'objets d'art parmi les musées localisés au delà de l'Oural. Les fonds du musée sont constitués de 16 000 unités de stockage.
Le bâtiment dans lequel se trouve le musée de Krasnoïarsk est reconnu comme monument du patrimoine culturel de la Russie et est protégé à ce titre par l'État,.
Le nom du peintre Vassili Sourikov est associé à celui du musée, le peintre étant né à Krasnoïarsk en janvier 1848 et ayant acquis une réputation en Russie notamment avec sa toile Matin de l'exécution des Streltsy.

## Histoire
L'histoire du musée des Beaux-Arts de Krasnoïarsk-Vassili Sourikov débute en 1921, quand est prise la décision de le créer. La décision n'a pas été mise en œuvre immédiatement mais, un département d'art et d'antiquités Vassili Sourikov a été créé sur base des collections conservées par le Musée régional de Krasnoïarsk depuis la fin du XIXe siècle.
De nombreuses œuvres provenaient de collections particulières. Les donateurs étaient des représentants de familles connues : Matveev, Sourikov, Youdine, Gadalovy. La plus grande partie des œuvres du musée régional provenaient d'industriels propriétaires de mines d'or de la région, d'amateurs et de connaisseurs d'art tels que Piotr Kouznetsov. Le musée était aidé par le peintre Vassili Sourikov durant ses années d'étude à l'Académie impériale des Beaux-Arts.
En 1922, le département créé détenait deux cent neuf œuvres.
La constitution des collections du musée a été soutenue en 1929 par le Musée russe qui a apporté des œuvres de Marie Bashkirtseff, Stanislav Joukovski, Vladimir Makovski, Mikhaïl Nesterov, Ilia Répine et d'autres encore. Du ministère de la culture d'URSS sont arrivées des toiles de Isaak Brodsky, Alexandre Guerassimov, Nikolaï Doubovskoï, Constantin Korovine, Vassili Polenov. Des collections privées ont également fait des dons.
Le 31 mai 1957, une disposition du république socialiste fédérative soviétique de Russie prévoit l'ouverture d'un musée de peinture à Krasnoïarsk sur base des collections du musée d'art régional de la ville. Le musée est ouvert le 1er mai 1958. Il dispose de trois cent œuvres y compris les toiles étrangères.

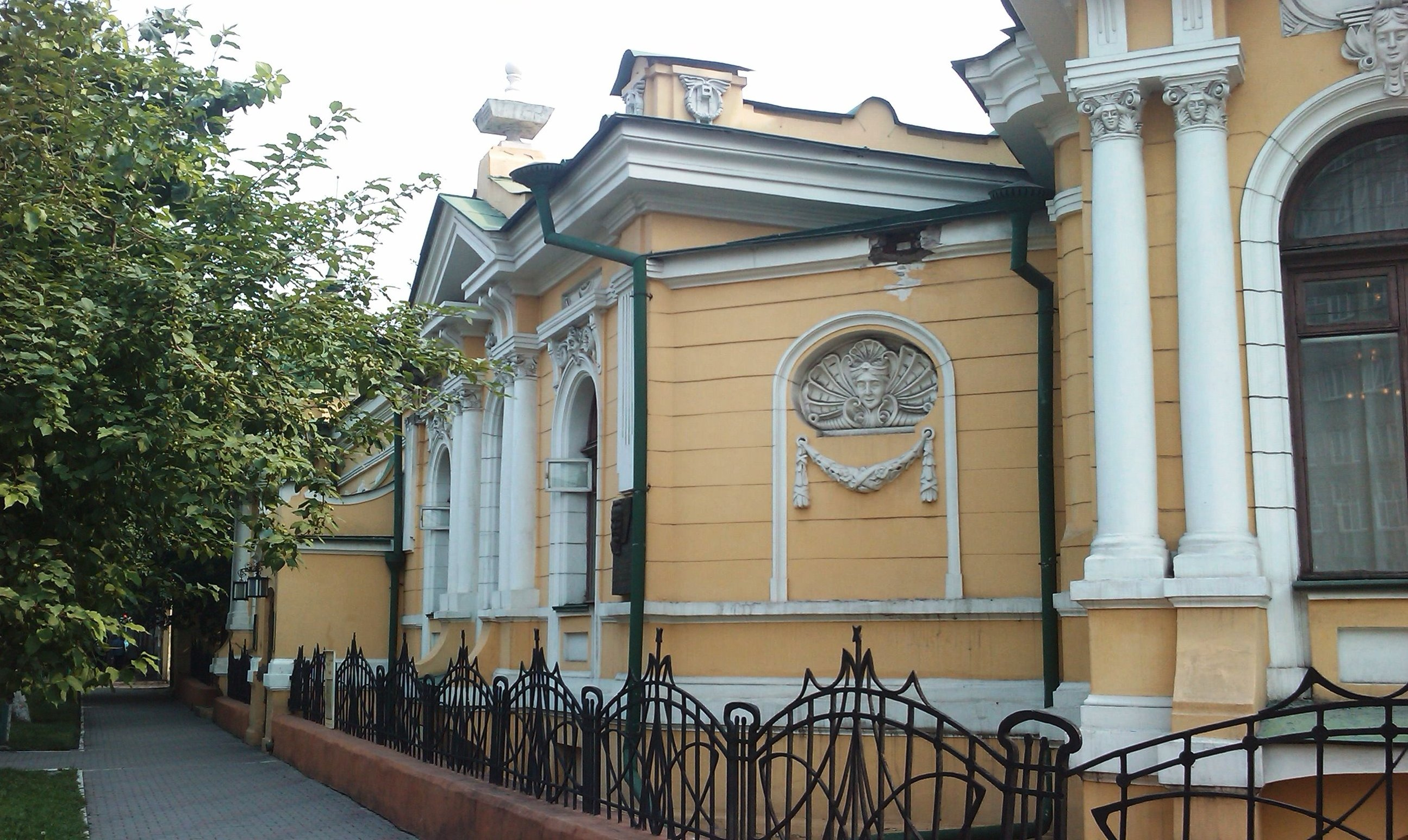
Bâtiment du musée des Beaux-Arts de Krasnoïarsk-Vassili Sourikov en 2012

Pour développer la collection du musée, le musée historique d'État de Moscou et le musée des Beaux-Arts Pouchkine y ont transféré des tableaux. En 1983, la galerie acquiert le statut de musée.
Actuellement, le musée dispose de trois salles réparties dans différentes parties de la ville.
En 1993, le musée a ouvert un atelier de restauration.
En 2011, le musée a été transféré dans un bâtiment qui abritait avant la révolution le consulat de Norvège,.

### Direction
- Vladimir Louzane (depuis 2016)[8]

## Département

### Département de peinture russe duXVIIIesiècleau début duXXesiècle
Parmi les œuvres exposées au musée, on trouve notamment celles de peintres tels que Alexandre Ivanov, Nikolaï Nevrev, Ivan Kramskoï,Mikhaïl Klodt, Ilia Répine, Alexeï Bogolioubov, Constantin Makovski, Vassili Sourikov (avec son tableau Vue de la statue équestre de Pierre le Grand sur la place du Sénat à Saint-Pétersbourg), Isaac Levitan, Nikolaï Doubovskoï, Vassili Polenov, Mikhaïl Nesterov, Alexandre Benois.

### Département de l'art duXXesiècle-XXIesiècle
Parmi les peintres exposés, on trouve notamment dans ce département : Vassily Kandinsky, Piotr Kontchalovski, Kazimir Malevitch, Lioubov Popova, Alexandre Rodtchenko, Vladimir Lebedev, Sergueï Guerassimov, Alexandre Kouprine, Zinaïda Serebriakova|, Isaak Brodsky.

### Département des arts décoratifs
Ce département compte plus de deux mille cinq cents pièces parmi lesquelles une collection de porcelaine d'art composée par des artistes de Moscou et Saint-Pétersbourg dans les années 1960-1980.
Le musée expose depuis plusieurs décennies des pièces moulées modernes réalisées sur les modèles de sculpteurs tels que Evgueni Voutchetitch.

## Artistes étrangers
Parmi les œuvres d'artistes étrangers, on trouve au musée des œuvres du Hollandais Dirck van der Lisse (1607—1669), de l'Italien Eugen de Blaas, du Français Jean-Marc Nattier.

## Faits intéressants
- En 1913, au mois de septembre, le savant et explorateur polaire norvégien Fridtjof Nansen, Prix Nobel de la Paix en 1922, a vécu dans les bâtiments du musée lors de son expédition en Sibérie et en Extrême-Orient.
- En 1997, la Galerie Tretiakov a organisé une exposition intitulée Russie inoubliable-La Russie à travers le regard des britanniques du XII—XIX (en collaboration avec le British Council)[9].
- En 2000, le musée est devenu l'un des vingt meilleurs musées de Russie[1],[9].

## Récompenses
- Prix international Palme d'Or (1997) dans le cadre du Partenariat pour le Progrès (Paris, France)[1],[9].
- Prix international Grand Prix (1998) pour sa participation aux expositions internationales (Paris, France)[1],[9].